# 로버트 파인
로버트 파인(Robert Pine, 1941년 7월 10일 ~ )은 미국의 배우이다. 아들인 크리스 파인 또한 배우이다.

## 출연 작품
- 라스트 풀 메저 (2019)
- 크리스마스 언더 랩스 (2014)
- 겨울왕국 (2013)
- 노 맨스 랜드 - 라이즈 오브 리커 (2008)
- 레이크뷰 테라스 (2008)
- 올 아이 원트 포 크리스마스 (2007)
- 나이트 플라이트 (2005)
- 헬터 스켈터 (2004)
- 컨피던스 (2003)
- 블랙 스콜피온 (2001)
- 로스트 보이지 (2001)
- 키스 토레도 굿바이 (1999)
- 하지만 나는 치어리더예요 (1999)
- 어드벤처 오브 랙타임 (1998)
- 섹슈얼 마인드 (1997)
- 빌로우 유토피아 (1997)
- 베스트 리벤지 (1996)
- 인디펜던스 데이 (1996)
- 빅 보이스 돈 크라이 (1993)
- 유혹의 밤 (1992, Are You Lonesome Tonight?)
- 미스테리어스 투 (1982)
- 히로시마 원폭투하대 (1980)
- 애플 덤플링 갱 2 (1979)
- 개미 왕국 (1977)
- 원 리틀 인디언 (1973)
- 저니 투 샤일로 (1968)

### 텔레비전
- 우리 생애 나날들 (1965)
- SOS 해상 구조대 (1989)
- 기동순찰대 (1977)
- 비앤비 (1987)
- 다이너스티 (1981)
- 매그넘 P.I. (1980)
- 딜론 보안관 (1955)
- 닥터 게논 (1969)
- 미녀 삼총사 - TV 시리즈 (1976)
- 명탐정 바나비 존즈 (1973)
- 더 영 앤 더 레스트리스 (1973)
- 더 오피스 1 (2005)